# 庚二酸
庚二酸（英語：heptanedioic acid，也称为薄桃酸）是一种二羧酸，化学式HOOC(CH2)5COOH，可由环己酮或水楊酸合成。